# Кононенко, Анатолий Степанович
Анатолий Степанович Кононенко (16 июля 1911, Таганрогский округ, Область Войска Донского, Российская империя — 24 августа 1945, Тихий океан) — советский военачальник, капитан 3-го ранга, командир подводной лодки Л-19 в годы Советско-японской войны.

## Биография
Кононенко Анатолий Степанович родился на станции Харцызск Таганрогского округа Области Войска Донского Российской империи ныне Донецкой Народной Республики. Член ВКП(б) с 1939 г. Партийный билет № 2745680. После окончания школы работал кузнецом и токарем на Харцызском заводе "Сталь" (ныне Харцызский трубный завод). В 1931 году добровольно поступил в Военно-Морское училище в городе Ленинграде.
В 1936 году окончил военно-морское училище им. Фрунзе. C июня 1936 по ноябрь 1937 года исполняющий должность командира БЧ-1 ПЛ «Щ-115». В 1938 году окончил специальные курсы командного состава им. ЦИК Татарской АССР. C августа 1939 по декабрь 1940 года служил штурманом 14-го дивизиона ПЛ 2-й морской бригады ТОФ. В 1941 году окончил специальные курсы командного состава при Учебном отряде подводного плавания ТОФ.
C июля по октябрь 1941 года командовал подлодкой «М-18». C октября 1941 по апрель 1943 года командир подлодки «М-6». С апреля 1943 по апрель 1944 года командир подлодки «Щ-123».9 апреля 1944 назначен командиром ПЛ «Л-19». С апреля и до начала войны с Японией занимался боевой подготовкой экипажа своей подлодки, в результате экипаж завоевал 1-е место по торпедным стрельбам. За достигнутые хорошие результаты в выполнении задач боевой подготовки в 1944 году приказом Народного комиссара ВМФ СССР N 559 от 14 декабря 1944 года его подлодке присужден переходящий приз "Бюст Маршала Советского Союза Ворошилова К.Е." 3 ноября 1944 года награждён медалью «За боевые заслуги».
9 августа 1945 года началась Советско-японская война. 19 августа 1945 года Кононенко отправился в свой первый и единственный боевой поход. В ходе этого боевого похода Кононенко совершил две торпедные атаки. В результате атаки 22 августа 1945 года был повреждён транспорт «Шинкё-Мару № 2» (2 577 брт). 23 августа 1945 года был потоплен японский транспорт «Tetsugo Maru» (1 403 брт).
24 августа связь прервалась, больше подлодка на связь не выходила и на базу не вернулась. Точная причина гибели подлодки неизвестна, предположительно она погибла на донной мине или в результате налёта японской авиации. «Л-19» стала последней советской подводной лодкой, погибшей во Второй мировой войне. Анатолий Кононенко был посмертно награждён орденом Отечественной войны 1-й степени.

## Личная жизнь
- Жена: Кононенко Тамара Николаевна[1]
- Дочь: Галина Анатольевна